# テゲバジャーロ宮崎
テゲバジャーロ宮崎（テゲバジャーロみやざき、西: Tegevajaro Miyazaki）は、日本の宮崎県宮崎市、新富町、西都市をホームタウンとする、日本プロサッカーリーグ（Jリーグ）に加盟するプロサッカークラブである。

## 概要
1965年に創設された「門川クラブ」が前身となったチーム。。2004年に「Andiamo門川1965」へ、2007年に「MSU FC」（Miyazaki Sportsman Unitedの略）へチーム名を各々変更した。
2015年、クラブ名を現在の「テゲバジャーロ宮崎」に変更。チーム名の「テゲバジャーロ」は宮崎弁で「すごく」という意味の「てげ」、スペイン語のvaca（牛の意味）、およびpájaro（鳥の意味）を組み合わせた造語である。エンブレムには「宮崎牛」（左上）「輝く太陽と勾玉」（右上）「宮崎神宮の鳥居」（左下）「みやざき地頭鶏」（右下）が描かれる。
クラブスローガンは、2017年〜2024年までは｢真摯｣。2025年からは｢Respect｣(詳細はクラブスローガンの項を参照)。

## 歴史

### 前史
元々は日向地区リーグに所属するサッカー少年団のOBチームであったが、1999年、プロフェソール宮崎FCのクラブ運営に疑問を覚え退団した 柳田和洋が小学生時代の指導者であった当時の代表から運営を受け継ぎ選手兼監督に就任。プロフェソールからも柳田と行動を共にした選手7～8名が加入した。
2003年に宮崎県サッカーリーグへ昇格。2005年から、当時柳田がコーチを務めていた宮崎産業経営大学サッカー部（産経大）のOBが入団し始める。
MSU FCに改称した2007年から産経大の学生・OBの比率が増し、同サッカー部監督の笛真人が特別アドバイザーに就任するなど関係を深め、事実上のセカンドチームとしての役割を果たすようになる。2008年に宮崎県リーグ1部で初優勝。また、2009年8月3日に運営法人となる特定非営利活動法人MSUが認証された。同年には宮崎県リーグ1部を2年連続で優勝、九州各県リーグ決勝大会で準優勝の成績を収め、2010年から九州サッカーリーグへ昇格した。この大会ではメンバーを大幅に入れ替え、新たに補強した産経大サッカー部の主力選手らを中心に戦った。
しかし2009年シーズンを最後に解散したエストレーラ宮崎FC（旧・プロフェソール宮崎FC→サン宮崎FC）のリーグ参加権利が産経大に引き継がれ、新たに社会人チーム「宮崎産業経営大学FC」が設立されたことから産経大のセカンドチームとしての役割もそちらへ移行、産経大との提携が途切れ体制刷新を余儀なくされたため、九州リーグでの成績は低迷した。
2012年に入れ替え戦で中津クラブに敗れ、宮崎県リーグ1部へ降格。2013年の九州各県リーグ決勝大会で準優勝の成績を収め、2014年から九州リーグへ再昇格した。

### 2014年 - 2017年（九州リーグ）
2015年1月20日、クラブ名をテゲバジャーロ宮崎に改称。2017年にJ3リーグ参入を目標にすることを発表した。また、クラブの運営法人が、2015年3月に設立された『株式会社テゲバジャーロ宮崎』に変更された。
2017年より札幌などで監督を務めた石崎信弘が監督に就任。元日本代表のFW森島康仁、元FC岐阜のDF高地系治が加入した。九州リーグは20戦18勝1PK勝1敗で優勝。全国地域サッカーチャンピオンズリーグ2017でも準優勝した。12月6日、日本フットボールリーグ理事会にてJFL入会が承認された。同年をもって森島および髙地が契約満了により退団した。

### 2018年 - 2020年（JFL）

#### 2018年
石崎が監督を続投。神戸から田中英雄が加入した。リーグ戦は13試合を終えて2勝11敗でリーグ最下位に低迷、同年6月に石崎が監督を退任。後任にはヘッドコーチを務めていた倉石圭二が就任した。1stステージは結局3勝12敗で最下位に終わった。2ndステージは6勝5分4敗で9位、年間通算成績は9勝5分16敗で16チーム中12位。
同年11月にJリーグ百年構想クラブの申請書類を提出した。

#### 2019年
2月19日、Jリーグ百年構想クラブに認定された。6月20日に行われた取締役会で、福岡市博多区に本社を置き、通信販売業や飲食業を手がける 株式会社エモテント 創業者の小林稔が代表取締役会長に、同社専務の二村恵太が社長に就任する人事が了承された（クラブ設立に携わった柳田和洋は取締役GMに異動）。
7月1日、2020年J3リーグ加盟へ向けたJ3リーグライセンスを申請したが、新スタジアム（ユニリーバスタジアム新富）建設が2020年シーズン開幕までに間に合わないことから、9月5日にJ3ライセンスの申請取り下げた。

#### 2020年
鹿児島からDF神野亮太が育成型期限付き移籍で加入、琉球からFW儀保幸英が期限付き移籍で加入。10月には京都からFW服部航平が育成型期限付き移籍で加入。また、富山からDF代健司、滋賀からDF大杉誠人、福井からGK植田峻佑が新加入。他に大卒ルーキー5人を加えた。
6月30日、2021年のJ3リーグライセンスの申請を行った。9月15日にJリーグからJ3ライセンスが交付された。11月には成績面を除くJ3リーグ入会審査をクリアした。
リーグ戦は開幕から上位をキープし、第29節終了時点でリーグ4位以内を確定させた。11月22日に宮崎県勢初となるJリーグ入会が確定した。リーグ戦は8勝4分3敗の2位。

### 2021年 - （J3）

#### 2021年
2021年2月28日取締役 柳田和洋が退任。
前年まで監督を務めた倉石圭二がS級コーチライセンスを保有してないためヘッドコーチに退き、モンテディオ山形などでコーチを務めた内藤就行が後任の監督に就任した。
第3節ホーム富山戦でJリーグ初勝利を挙げるとそのまま3連勝、前半戦はもう一度3連勝を記録し、前半戦終了時には首位と勝点差2の5位。後半戦に入り第19節から5連勝で一気に2位浮上、第27節ホーム岐阜戦の勝利で遂にJ3首位に浮上、続く第28節アウェー富山戦に敗れ2位となるも第29節熊本戦に勝利し暫定首位で全日程を終える。しかし宮崎の試合のない第30節に熊本が勝利、岩手が引き分けたことで最終順位は3位となり、J3優勝は逃した。16勝と44得点はいずれも同年のJ3全チーム最多だった。
この年は天皇杯県予選決勝でホンダロックSCにPK戦で敗れ本戦出場を逃した。

#### 2022年
監督の内藤就行が退任しアカデミー真摯コーディネーターへ就任。ヘッドコーチの倉石圭二が退任し横浜FCトップチームコーチへ就任。新潟医療福祉大学サッカー部コーチを勤めていた髙﨑康嗣が新たに監督に就任。
前年チーム得点王の藤岡浩介が岐阜へ、同2位の梅田魁人、ボランチとしてチームを支えたMF前田椋介がJ2水戸へ、MF渡邊龍が八戸、DFの大畑隆也が富山、同じくDFの井原伸太郎が鹿児島へ移籍。DF黒瀬純哉、石田皓大が現役引退。GK伊東倖希(後日JFL滋賀へ移籍)、DF宮城雅史(同北海道サッカーリーグBTOPサンクくりやまへ移籍)、MF三島勇太(同モンゴル1部ハーン・フンス・エルチムFCへ移籍)、FWサミュエル(同九州リーグヴェロスクロノス都農へ移籍)、儀保幸英(同九州リーグ沖縄SVへ移籍)が契約満了と大量13人がチームを去った。
一方で元日本代表FW工藤壮人が新加入、北九州から宮崎県出身のFW佐藤颯汰、熊本から同じく宮崎県出身のFW北村知也、鹿児島からFW薗田卓馬、秋田からMF下澤悠太、水戸からDF瀧澤修平(前年山形へレンタル移籍)、町田からFW岡田優希が完全移籍加入。また、鹿児島から2シーズン期限付き移籍していたDF神野亮太が完全移籍という形で加入。金沢からMF西田恵、山口からDF新保海鈴、徳島からDF奥田雄大が期限付き移籍で加入。
大卒では大阪体育大学からFW髙橋一輝、福岡大学からMF田中純平、阪南大学からMF江口稜馬、順天堂大学から川崎アカデミー出身のDF小川真輝、日本文理大学から大分アカデミー出身のGK清水羅偉を獲得した。
2年連続でのホーム戦となった開幕戦では八戸に勝利しJ参入後初の開幕戦勝利を飾るも、2節北九州戦から5節松本戦まで3分1敗と足踏み。6節沼津戦ではATに薗田が勝ち越し弾を決め勝利、8節Y.S.C.C.横浜戦では岡田のハットトリック(クラブJ参入後初)などで大勝を収めるも、11節長野戦での勝利以降J参入後初の連敗(7連敗)、その後2試合引き分けるも21節ホーム鳥取戦で敗れこちらもJ参入後初のシーズンダブルを許してしまう。
9月16日、J昇格後初となる高卒選手(金川羅彌)の加入内定を発表した。
9月27日、2023年度のJ2ライセンス申請を断念したことが、宮崎日日新聞が同クラブ社長・二村恵太へ取材して明らかになった。本拠地のスタジアムの基準をクリアできるめどが立たなかったのが理由とされている。
10月3日、クラブ初のユースTOP昇格となる新城暖基の昇格内定を発表した。
10月21日、同月初旬に水頭症と診断されて入院、治療を受けていた工藤壮人が死去した。
リーグ戦は10月9日アウェイ鹿児島戦の勝利以降勢いに乗り、藤枝に引き分け、いわき、松本に勝利するなど奮闘し8節負け無し、4連勝で9位に滑り込み一桁順位でシーズンを終えた。
天皇杯は県予選決勝でホンダロックSCに2年連続でPK負けを喫し本戦出場とはならなかった。

#### 2023年
監督の髙﨑康嗣が契約満了により退任。JFL時代から在籍したコンディショニングコーチの義村秀一が退任(FC岐阜のコンディショニングコーチに就任)。新監督に前・ガンバ大阪監督である松田浩が就任した。
J3アシスト王のMF徳永裕大が藤枝へ、チーム得点王のMF岡田優希が北九州へ、JFL初年度から5年間在籍したMF千布一輝が鹿児島へ完全移籍、DF奥田雄大が期限付き移籍期間満了となりカマタマーレ讃岐へ完全移籍。DF新保海鈴が期限付き移籍期間満了となった(いわてグルージャ盛岡へ期限付き移籍)。DFの瀧澤修平、綿引康(J3・SC相模原へ移籍)、神野亮太(九州サッカーリーグ・ヴェロスクロノス都農へ移籍)、MFの西田恵(J3・奈良クラブへ移籍)、三村真(中国サッカーリーグ・福山シティFCへ移籍)、FWの薗田卓馬(九州リーグ・ジェイリースFCへ移籍)が契約満了と昨年に続き2桁11人が退団した。
一方で愛媛FCから宮崎県出身のDF西岡大志、V・ファーレン長崎からJ1でプレー経験のあるFW山崎亮平をそれぞれ完全移籍で獲得。讃岐からFW青戸翔、岐阜からFW石津大介、熊本からMF東出壮太、福島ユナイテッドFCからDF北村椋太、山口からDF眞鍋旭輝が加入。金沢からFW杉浦力斗、モンテディオ山形からFW松本幹太、G大阪から現役世代別代表の南野遥海がそれぞれ期限付き移籍で加入。また、昨季オフに鹿児島へ完全移籍していたDF井原伸太郎が1年ぶりに復帰した。ユースからはMF新城暖基がトップ昇格、高卒では日章学園高校のMF金川羅彌を、大卒では順天堂大学からアンダー世代で代表経験のあるGK青木心を、福岡大学から九州大学サッカーリーグMVPのFW永田一真を獲得した。
3年連続でホームとなった開幕戦は長野に0-2で敗北。続くFC大阪戦も0-1で敗北し開幕2連敗となり単独最下位となる。しかし3節今季初アウェイとなった福島戦で今シーズン初勝利を挙げ最下位を脱出。
第7節の鹿児島とのダービー戦では永田がハットトリックを達成した。
その後もなかなか白星を挙げることが出来ず苦しいシーズンとなっていたが、天皇杯宮崎県予選決勝でミネベアミツミFCに勝利し、J昇格後初の天皇杯本戦出場を決めた。
天皇杯初戦では東海大熊本(熊本県代表)に3-0で勝利し、2018年以来の初戦突破を果たした。2回戦でサガン鳥栖(J1)に1-5で敗北。
7月1日、2024シーズンのJ2ライセンスを申請した事を公表(ただし、スタジアムがライセンス未充足である為、特例規定での申請となる。)
7月4日、元サッカー女子タイ代表コーチで、前チエンマイFCコーチの加藤光男がコーチに就任。合わせてコーチを務めていた米田兼一郎がヘッドコーチに昇格。
前半戦を6勝7分6敗の12位で終える。
8月15日、レノファ山口よりDF国本玲央を育成型期限付き移籍で獲得。
9月14日、宮崎産業経営大学所属の中別府柊太の来季加入内定を発表。Jリーグ参入後初めての地元大学選手の加入内定となる。
後半戦に入り、9試合で2勝1分6敗、得点が僅かに4と得点力不足に悩まされ、6試合連続完封を喫した盛岡戦後の9月27日、双方協議の上で松田浩が監督を退任。7月よりコーチを勤めていた加藤光男が監督に就任した。
10月24日、例外規定適用によるJ2ライセンスの交付が発表された。
23節以降わずか1勝と苦しみ、ホーム最終節ではカターレ富山に6失点を喫し大敗するなど最終4試合未勝利、J3参入以降過去最低となる19位（J3・JFL入れ替え戦圏内）でフィニッシュ。昨季よりも大幅に順位を落としてしまった。
総得点は試合数が前年より4増えたにもかかわらず、前年の45から奇しくも移籍した岡田の昨年の得点数14と同じだけ減少した31でカマタマーレ讃岐に次ぐワースト2位、総失点もFC琉球・AC長野パルセイロに次ぎガイナーレ鳥取と並ぶワースト3位の52だった結果、得失点差はJ3全20チーム唯一-20を下回る-21、被先制試合(先制された試合)では21戦未勝利と攻守両面で精彩を欠くシーズンとなった。
シーズン終了後、監督を務めた加藤光男、GKコーチの中村宏紀(ヴァンラーレ八戸GKコーチ就任)、フィジカルコーチの坂本裕史(栃木SCフィジカルコーチ就任)、強化部スタッフの渡辺修が退任した。
12月13日に行われた取締役会で、クラブ運営会社である株式会社テゲバジャーロ宮崎、並びにホームスタジアムの指定管理者である株式会社ライチパークの全株式が株式会社エモテントからクラブスポンサーでもあるいちご株式会社の子会社で、宮崎市に本社を置く宮交シティへの譲渡が決定。併せて、会長の小林稔及び社長の二村恵太が退任し、いちご取締役執行役副社長兼COO（宮交シティ代表取締役会長兼社長）である石原実が代表取締役会長へ、一般社団法人F・マリノススポーツクラブ代表理事で元Jリーガーの宮本功が代表取締役社長兼スポーツダイレクターへ(2024年2月正式就任)、宮交シティ取締役の野村旺史が取締役に就任する人事が承認された。

#### 2024年
前横浜F・マリノスユース監督で、セレッソ大阪U-23監督としてJ3経験もある大熊裕司が監督に、
セレッソ大阪スクールでコーチを務めていた竹花友也がヘッドコーチに(ヘッドコーチを務めていた米田兼一郎はコーチへ異動)、藤野英明がフィジカルコーチに、歌門大輔がGKコーチにそれぞれ就任し、コーチングスタッフの一新が行われた。また先述の通り、社長を務める宮本が強化部門の最高責任者であるスポーツダイレクターに、監督である大熊が強化部長職に就任し強化体制も刷新された。
MF東出壮太がガイナーレ鳥取へ、FW永田一真がヴァンラーレ八戸へそれぞれ完全移籍。DF国本玲央、FW松本幹太、FW杉浦力斗(福山シティFCへ完全移籍)、FW南野遥海(栃木SCへ育成型期限付き移籍)が期限付き移籍期間満了。GK石井健太(FC延岡AGATAへ移籍)、DF藤武剛(アトレチコ鈴鹿へ移籍)、DF小川真輝(FC岐阜へ移籍)、DF北村椋太(VONDS市原へ移籍)、FW佐藤颯汰、FW青戸翔(沖縄SVへ移籍)、FW山崎亮平(栃木シティFCへ移籍)が契約満了により退団。DF井原伸太郎、DF西岡大志、MF内薗大貴、FW石津大介、FW髙橋一輝が現役引退、前年に背番号10を背負っていたMF下澤悠太がFC大阪へ期限付き移籍する等、2023シーズンに所属した全選手の約半数に当たる19人がチームを離れた。
一方補強面は、いわきFCよりFW吉澤柊を完全移籍で獲得。沖縄SVからGK名良橋拓真、栃木SCからDF吉田朋恭、大宮アルディージャからDF吉永昇偉(前年は愛媛FCへ期限付き移籍)、ツエーゲン金沢からDF黒木謙吾、同じく金沢からMF力安祥伍、ソニー仙台FCから上野瑶介が加入。J1サガン鳥栖よりMF坂井駿也、同じくJ1東京ヴェルディよりMF楠大樹・阿野真拓、J2からはいわきFCよりDF辻岡佑真、徳島ヴォルティスよりMF藤原志龍、V・ファーレン長崎よりMF大渕来珠がそれぞれ期限付き移籍で加入。大卒では東海学園大学からDF藤本奎詩、常葉大学からMF高瀬生聖、地元宮崎産業経営大学からMF中別府柊太を獲得した。
開幕から7試合未勝利（2分5敗）で第6、7節と最下位になり、第8節ホーム奈良戦のシーズン初勝利で19位浮上も直後の第9節ホーム今治戦に敗れ再び最下位。第10節から3試合負けなしで降格圏を脱した後、シーズン3度目の2連敗で19位となり、第16節ホーム北九州戦の引き分けで18位に浮上こそしたものの、その試合から3試合連続引き分け、直後に6連敗で第24節終了時には最下位岩手と勝点差2、18位讃岐とは勝点差6という厳しい状況に陥る。しかし第25節ホーム岩手戦の勝利から4連勝し17位に再浮上すると、そのまま10試合負けなしで15位まで浮上、第35節松本戦に敗れ6位以上のプレーオフ圏内の可能性こそ消えたものの、第36節宮崎の試合前日に19位YS横浜が敗れたことにより18位以上が確定、J3残留が決定した。最終順位は15位。
シーズン終了後、GKコーチの歌門大輔が契約満了に伴い退任。

#### 2025年
キーメッセージ：照らせ宮崎を
大熊体制2年目。
GKコーチに、前カターレ富山GKコーチの飯髙弘章が就任。
名良橋拓真、植田峻佑、大武峻、田中純平、北村知也、大森幹太(前年AS刈谷へ期限付き移籍)、下澤悠太(前年FC大阪へ期限付き移籍)が契約満了。奥田裕貴が現役引退。辻岡佑真、林賢吾、大渕来珠、藤原志龍、遠藤光、永長鷹虎、武颯が期限付き移籍期間満了に伴い退団。代健司(福山)、中別府柊太(延岡)、金川羅彌(AS刈谷)がそれぞれ期限付き移籍期間延長となり、藤本奎詩が都農、吉田朋恭が飛鳥、前年夏から三重へ期限付き移籍していた上野瑶介が沖縄SVへそれぞれ期限付き移籍した。
前年期限付き移籍加入していた選手のうち、江川慶城、松本雄真、五月田星矢、井上怜、阿野真拓、楠大樹が完全移籍へ移行。坂井駿也と安田虎士朗は期間延長となった。
新戦力として、奈良から下川陽太、横河武蔵野FCから森田礼、柏から加藤匠人、Y.S.C.C.横浜から奥村晃司、徳島から中野桂太を完全移籍で、水戸から春名竜聖、秋田から松本ケンチザンガを育成型期限付き移籍で獲得。
新人選手として、立正大学から田中誠太郎(前年は特別指定選手として在籍)、桃山学院大学から地元宮崎市出身の長友海翔、京都産業大学から横窪皇太、札幌大学から河合駿樹、芦屋大学から木原仁、G大阪ユースから安藤陸登が加入。また、2021年シーズン以来となる外国籍選手として、韓国の安東科学大学から李忠洹、蔚山大学からキム・ゴンヨンが加入した。
第2節の福島戦に勝利したことで、J3通算50勝を達成。
ルヴァンカップは1回戦で、前年の覇者である名古屋グランパスをホームに迎え、延長の末0-3で敗退。
クラブ記録となる13戦無敗を記録するなど、9勝7分3敗の4位で前半戦を終えた。
シーズン途中には、春名竜聖が期限付き移籍を終了して水戸へ復帰。新たに金沢から櫻井風我、横浜FMから望月耕平、千葉から岡本享也がそれぞれ期限付き移籍加入。

## タイトル

### クラブ
- 九州サッカーリーグ：1回
  - 2017年
- 宮崎県サッカー選手権大会（兼天皇杯宮崎県予選）:4回
  - 2018年, 2020年, 2023年,2024年

### 個人
- J3リーグ
  - 月間MVP
    - 梅田魁人（2021年4月、9月）
    - 江川慶城（2025年6月）

  - 月間ベストゴール
    - 梅田魁人（2021年4月）

  - 月間優秀監督
    - 大熊裕司（2024年9月、2025年5月）

  - 月間ヤングプレーヤー賞
    - 阿野真拓（2024年9月）
- JFL
  - ベストイレブン
    - 代健司（2020年）

  - 新人王
    - 梅田魁人（2020年）
- 九州サッカーリーグ
  - MVP
    - 森島康仁（2017年）

  - 得点王
    - 森島康仁（2017年）

## スタジアム・練習場

### スタジアム

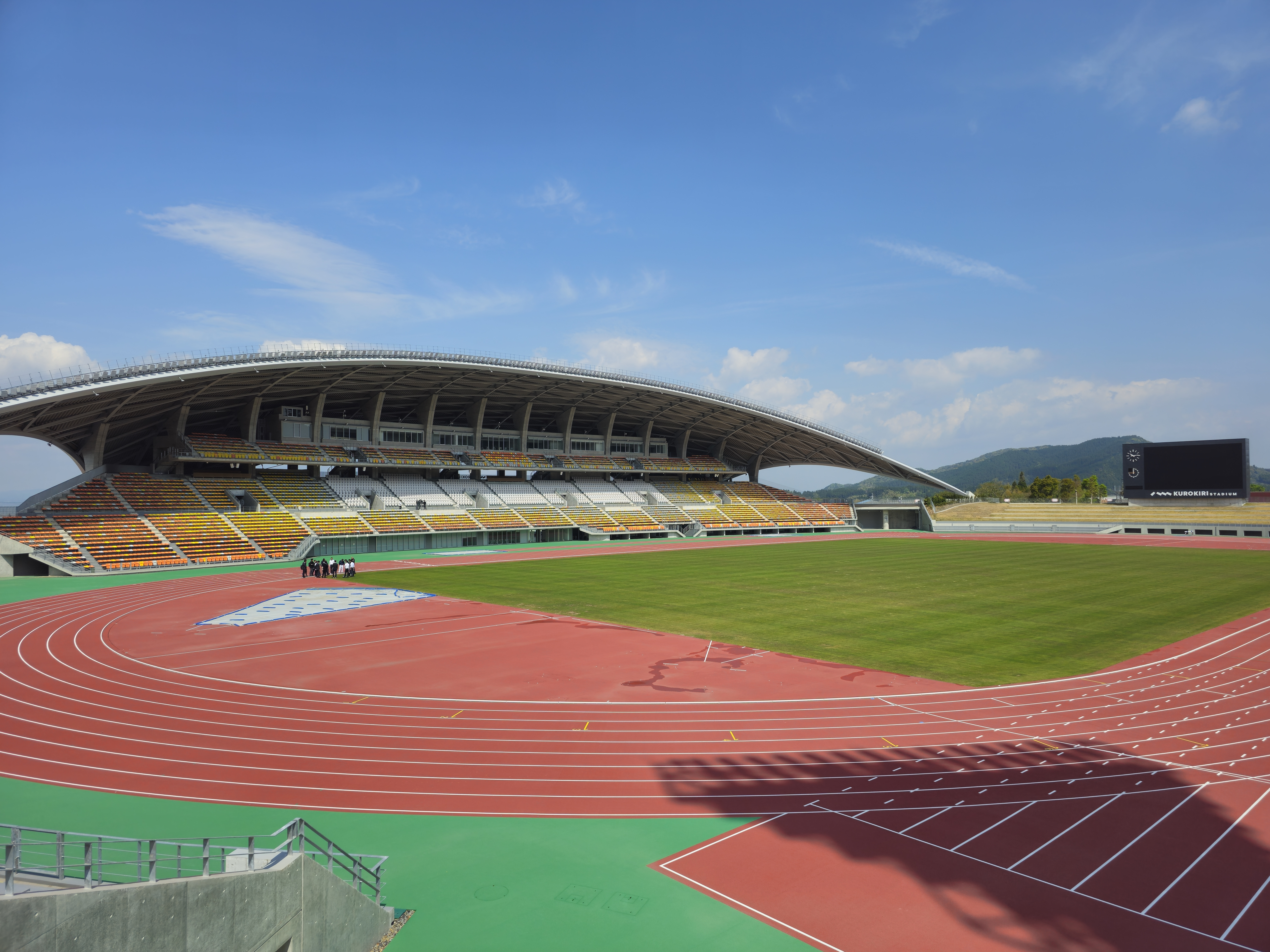
KUROKIRI STADIUM（宮崎県山之口陸上競技場）。2025年シーズン以降、年数試合を目処に当スタジアムでもホームゲームを開催する予定としている

2020年シーズンまでは宮崎市生目の杜運動公園陸上競技場（宮崎市）をはじめ、宮崎県内全域の陸上競技場兼球技場を使用していたが、Jリーグ加盟後の2021年シーズンからは、同年完成のいちご宮崎新富サッカー場（旧称・ユニリーバスタジアム新富、新富町）をホームスタジアムとしている。なお、過去のホームゲーム開催スタジアムはテゲバジャーロ宮崎の年度別成績一覧#年度別入場者数を参照のこと。
開場時、照明設備は設置されていなかったが、2023年10月より新富町等の支援を受け設置工事に着工。2023年3月完成。4月2日の愛媛FC戦終了後に点灯式が行われ、6月17日のFC今治戦より本格的始動した。
また、2025年に開場したKUROKIRI STADIUM（宮崎県山之口陸上競技場、都城市）でも、同年以降年間3試合前後を開催する予定としている。

### 練習拠点・クラブハウス
以前から、特定の練習拠点を保有しておらず、現在も県内各所にある多目的広場や球技場を転々とし練習している。
以下に上げられている練習場所はその一例である。
- 宮崎市清武総合運動公園多目的広場(宮崎市清武町)
- 国際海浜エントランスプラザ多目的広場(宮崎市)
- ひなた宮崎県総合運動公園補助球技場(宮崎市)
- 宮崎日大高校第2グラウンド(宮崎市)
- 加納公園(宮崎市)
- 南部墓地公園(宮崎市)
- 富田浜海浜公園(新富町)
- 三納代コミュニティ広場(新富町)
- 大藤河川公園(日南市)
- 綾小田爪公園(綾町)
- 清水台運動公園多目的広場(西都市)

2023年12月15日に行われた会見の中で、新社長兼スポーツダイレクター(就任予定)の宮本功より、選手達の利便性を考えた上でなるべく練習場所を固定していくこと、ウエイトトレーニング等の施設や選手達の食事を行える施設を宮交シティの建物内に設置していきたい、将来的には寮のようなものを作っていきたいという内容が公表された。
その後、2024年1月13日に行われた2024シーズン新体制発表の質疑応答の際、会長である石原実より、以下の方針が表明された。
- クラブハウスを最優先に整備する事。
- 食事面は親会社であり、事務所が入る宮交シティの社員食堂等を年間を通して利用していく事。
- 温泉施設を利用し、選手のトレーニング後のケアを行う事。

この中で、クラブハウスについては2024年5月を目処に宮交シティ内へ整備を進めている事が、1月25日付の宮崎日日新聞にて報じられた。その後、同年10月3日に宮交シティ3Fのクラブ事務所横にクラブハウスが開設された。

## スタジアムDJ
甲斐、いちたにの両名は後述の公式ラジオのMCも務める。
- 西島元利 (2015年 - 2017年）※現在も非常勤として、メインスタジアムDJ不在時に代理を務める。
- 甲斐杏奈 (2018年 - 2022年3月)
- いちたになな (2022年4月 - )

## 下部組織

### アカデミースタッフ(2025年)
| 役職                   | 氏名                 | 前職                                             | 在職年      | 備考             |
| IDPアドバイザー        | テリー・ウェストリー | ウェストハム・ユナイテッドアカデミーダイレクター | 2025年 -    |                  |
| アカデミーダイレクター | 本藤大成             | 横浜F・マリノスジュニアユースコーチ              | 2024年 -    |                  |
| U-18監督               | 本藤大成             | 横浜F・マリノスジュニアユースコーチ              | 2024年 -    |                  |
| U-18コーチ             | 新田大介             | アスランFCコーチ                                 | 2025年 -    |                  |
| U-15監督               | 禿寿秀               | テゲバジャーロ宮崎選手                           | 2018年 -    | U-12コーチ兼任   |
| U-12監督               | 関本悠貴             | 東京学館新潟高校/FC LAZOジュニアユースコーチ     | 2023年 -    | U-15コーチ兼任   |
| GKコーチ               | 飯髙弘章             | カターレ富山トップチームGKコーチ                 | 2025年 -    | トップチーム兼任 |
| スクールマスター       | 竹花友也             | セレッソ大阪サッカースクールコーチ               | 2025年 -    | トップチーム兼任 |
| スクールコーチ         | 荒井哉汰             |                                                  | 2023年 -    |                  |
| スクールコーチ         | 藤野駿               | 日本体育大学サッカー部                           | 2025年 -    |                  |
| スクールコーチ         | 藤本唯人             | 宮崎大学サッカー部                               | 2025年 -    |                  |
| スクールコーチ         | 長谷川歩             | セレッソ大阪ヤンマーレディースコーチ             | 2025年7月 - |                  |
| アンバサダー           | 西岡大志             | CHASEサッカー塾 代表兼コーチ                     | 2025年 -    |                  |

### U-18
2019年10月、将来的なJリーグ参入を見越して創設。2020年4月より活動をスタートさせた。主に県外から入団する生徒は、提携関係にある宮崎学園高等学校へ進学し、寮生活を行っている。
当初は1チームのみの保有であったが、2023年度より2ndチームが創設され、1stチームは宮崎県1部、2ndチームは宮崎2部にそれぞれ所属している。

#### 1st
| 年度 | 所属        | リーグ戦 | リーグ戦 | リーグ戦 | リーグ戦 | リーグ戦 | リーグ戦 | リーグ戦 | リーグ戦 | カップ戦            | 備考                |
| 年度 | 所属        | 順位     | 試合     | 勝点     | 勝       | 分       | 敗       | 得       | 失       | クラブユース 選手権 | 備考                |
| ---- | ----------- | -------- | -------- | -------- | -------- | -------- | -------- | -------- | -------- | ------------------- | ------------------- |
| 2020 | 宮崎県南    |          |          |          |          |          |          |          |          | 九州予選敗退        |                     |
| 2021 | 宮崎県南    | 優勝     | 9        | 23       | 7        | 2        | 0        | 56       | 9        | 九州予選敗退        | 県3部昇格プレーオフ |
| 2022 | 宮崎3部前期 | 優勝     | 8        | 24       | 8        | 0        | 0        | 34       | 7        | 九州予選敗退        | 規定により2部昇格   |
| 2022 | 宮崎3部後期 | 5位      | 8        | 15       | 5        | 0        | 3        | 22       | 18       | 九州予選敗退        | 規定により2部昇格   |
| 2023 | 宮崎2部     | 8位      | 18       | 16       | 4        | 4        | 10       | 19       | 51       | 九州予選敗退        |                     |
| 2024 | 宮崎2部     | 6位      | 18       | 24       | 7        | 3        | 8        | 38       | 50       | 九州予選敗退        | 規定により1部昇格   |
| 2025 | 宮崎1部     |          | 18       |          |          |          |          |          |          | 九州予選敗退        |                     |

#### 2nd
| 年度 | 所属         | 順位 | 試合 | 勝点 | 勝 | 分 | 敗 | 得 | 失 | 備考              |
| ---- | ------------ | ---- | ---- | ---- | -- | -- | -- | -- | -- | ----------------- |
| 2023 | 宮崎県南前期 |      | 7    | 9    | 3  | 0  | 4  | 9  | 15 |                   |
| 2023 | 宮崎県南後期 |      | 7    | 7    | 2  | 1  | 4  | 17 | 17 |                   |
| 2024 | 宮崎県南前期 |      | 6    | 15   | 5  | 0  | 1  | 16 | 7  | 後期より県3部昇格 |
| 2024 | 宮崎3部      | 5位  | 7    | 7    | 2  | 1  | 4  | 10 | 20 | 規定により2部昇格 |
| 2025 | 宮崎2部      |      | 18   |      |    |    |    |    |    |                   |

#### U-18歴代監督
- 村尾龍矢 2020年 - 2022年2月
- 内藤就行 2022年2月 - 2023年

### U-15・ジュニア(U-12・U-11・U-10)
MSUFC時代の2012年、U-15を創設。
それ以前は地域のサッカースクールやサッカー少年団での指導活動等は行っていたが、MSUFCとしての育成組織はMSUFC佐土原及びMSUFC清武(前者は2010年創設、後者は地元スポーツ少年団を吸収し名称変更。どちらも小学生年代の育成組織であり、後に統合され現在のU-12となる。)のみの保有に限られていた。

#### U-15
| 年度 | 所属                   | 順位               | 試合               | 勝点               | 勝                 | 分                 | 敗                 | 得                 | 失                 | 備考            |
| ---- | ---------------------- | ------------------ | ------------------ | ------------------ | ------------------ | ------------------ | ------------------ | ------------------ | ------------------ | --------------- |
| 2017 | 宮崎県央2部Aパート     |                    |                    |                    |                    |                    |                    |                    |                    |                 |
| 2018 | 宮崎県央2部前期Bパート |                    |                    |                    |                    |                    |                    |                    |                    |                 |
| 2018 | 宮崎県央2部後期Aパート |                    |                    |                    |                    |                    |                    |                    |                    |                 |
| 2019 | 宮崎県央2部前期Bパート |                    |                    |                    |                    |                    |                    |                    |                    |                 |
| 2019 | 宮崎県央1部後期        |                    |                    |                    |                    |                    |                    |                    |                    |                 |
| 2020 |                        |                    |                    |                    |                    |                    |                    |                    |                    |                 |
| 2021 | 宮崎県央1部前期        |                    | 9                  | 19                 | 6                  | 1                  | 2                  | 18                 | 4                  |                 |
| 2021 | 宮崎県央1部後期        | コロナ禍により中止 | コロナ禍により中止 | コロナ禍により中止 | コロナ禍により中止 | コロナ禍により中止 | コロナ禍により中止 | コロナ禍により中止 | コロナ禍により中止 |                 |
| 2022 | 宮崎県央1部前期        |                    | 8                  | 15                 | 5                  | 0                  | 3                  | 24                 | 9                  |                 |
| 2022 | 宮崎県央1部後期        |                    | 8                  | 10                 | 3                  | 1                  | 4                  | 19                 | 15                 |                 |
| 2023 | 宮崎県央1部前期        |                    | 7                  | 10                 | 3                  | 1                  | 3                  | 12                 | 16                 |                 |
| 2023 | 宮崎県央1部後期        |                    | 10                 | 20                 | 6                  | 2                  | 2                  | 34                 | 10                 |                 |
| 2024 | 宮崎県央1部前期        | 優勝               | 10                 | 27                 | 9                  | 0                  | 1                  | 52                 | 3                  | 後期より3部昇格 |
| 2024 | 宮崎3部後期            | 3位                | 9                  | 18                 | 6                  | 0                  | 3                  | 28                 | 11                 | 規定により昇格  |
| 2025 | 宮崎2部                | TBD                |                    |                    |                    |                    |                    |                    |                    |                 |

#### 実績
- U-12
  - フジパンCUP第45回九州ジュニア(U-12)サッカー大会出場
- U-15
  - 第34回九州クラブユース(U-15)サッカー選手権大会出場

### スクール
幼稚園保育園生から小学校低学年(主に年中〜小学校3年生)までを対象とし、技術だけではなく、サッカーを通して運動機会の創出、コミュニケーション、成功体験の場を提供し人間力を高めていくことをコンセプトに直営スクールとスクール講師事業を行っている。
2024年9月より協賛企業である、いちご株式会社にスクールのネーミングライツが付与され、「いちごテゲバジャーロ宮崎サッカースクール」として活動していく事が発表された。
- 直営スクール
  - 潮見校 （水曜日）
  - 宮交シティ校 （木曜日）
  - 大淀校 （金曜日）

このうち宮交シティ校は、2025年5月より新規開校。従来の幼稚園・小学校低学年向けスクールに加え、小学校高学年向けのスクール及び大人のサッカー教室も開催している(大人のサッカー教室のみ隔週開催)
- スクール講師事業
  - 宮崎学園短期大学附属みどり幼稚園
  - 宮崎学園短期大学附属清武みどり幼稚園

### アカデミー・スクールエリートクラス
2024年よりアカデミーとは別に、他チームに所属しながら活動することを前提とし、セレクションに合格した選手が月に1回程度テゲバジャーロ宮崎のアカデミースタッフやトップチームスタッフによる指導を受ける事が可能な、エリートクラスが設立された(アカデミーに所属する為には別途セレクションを受験し、合格しなければならない)。

### 下部組織出身者
- 阿部稜汰 U-12出身(当時:MSU FC) 
  - 現在:FC今治所属
- 新城暖基 U-12、U-15、U-18出身(U-18・1期生)
  - 現在:AS刈谷所属

## ユニフォーム

### クラブカラー
- - 2014年：    赤
- 2015年 - 2016年：    赤、    黄、    黒
- 2017年 - 現在：    白[14]、    ピンク[14]

### ユニフォームデザイン・コンセプト
2017年
- 2017年のスローガン「真摯」を象徴し、県民に親しまれる色として、ホームカラーを白に選び、これまでの赤から変更した。アウェー用は「日本のひなた宮崎県」をイメージし、オレンジ色を基調にした。ゴールキーパー用はホーム用が黄色、アウェー用は青とした[43]。

2018年〜2020年
- Jリーグに向かって、「苦難の道のりは覚悟の上」という意志を表す為、一本線をパンツにまで長く引いたデザインを導入。そして、気持ち（ハート）を大切に、熱く戦って行く!という気持ちを込め、エンブレムを通過する「左胸」に一本線を配置した[44]。

2021年
- ホームユニフォームは、昨年までエンブレムの下にラインを通していたが、2021年は袖にラインを入れた。新型コロナウイルスの影響で、試合前など肩を組んでの円陣が出来ない状況でも、肩と肩を組み合いチームとしての繋がりを表現したいという想いから、ラインを袖に変更した。エンブレムを左胸に、そしてホームタウンである「宮崎市／新富町」を右袖に纏い2021シーズンを戦う [45]。

2022年
- Jリーグ初年度を終えて、改めてクラブスローガンの真摯を着実に積み上げていく、そして、真摯な姿勢で宮崎からアジアのビッグクラブになる為には、困難もたくさんあると思うが、ブレずにまっすぐ進んでいきたいという想いを込めて、縦ラインのデザインに回帰した[46]。

2023年
- ユニフォームデザインには、ユニフォームスポンサーのZOZOも参加[47]。真摯な姿勢でブレずにまっすぐ進んでいく想いを込め、斜めラインをユニフォームにデザイン。斜めラインには、昨シーズンよりも想いがさらに太く力強くなるよう、困難にも立ち向かい、右肩上がりで成長する意味を表現している。また、このラインはタスキをかけ合わせており、クラブ、サポーター、ホームタウン、スポンサーの力と想いを掛けて戦う姿も込めている[47]。

2024年
- 前年に引き続き、ユニフォームデザインにはユニフォームスポンサーであるZOZOが参加[48]。1stユニフォームの途切れる事無くどこまでも続いていくこの柄は、「発展」と「繁栄」の意味が込められている。また、クラブ、ホームタウン、サポーター、一つ一つが繋がり、どんな形になろうと離れることのない一体感を表現している。2ndユニフォームは黒を基調色に採用。これは、チームカラーの3色を合わせると黒になる事から、遠く離れたアウェイの地で戦っていても、サポーターやホームタウンからの想いなど、色々な力が合わさり選手の力になって欲しいという願いが込められている[48]。

2025年
- 引き続きユニフォームデザインにはZOZOが参加[49]。1stユニフォームは、テゲバジャーロ宮崎の象徴であるホワイトを基調とし、太く力強い3本のラインを大胆にデザイン。これら3本のラインは、クラブ、サポーター、そして宮崎という3つの存在が、同じ未来へ一体となり、共に成長していく力強いビジョンを象徴している。それぞれのラインは個々の役割を持ちながらも、互いに交わり、調和しながら、未来へ向けた一筋の道を描いている。希望と共鳴、そして前進を表現する象徴的なビジュアルメッセージ。2ndユニフォームは、チームカラーの3色を繊細に重ね合わせたブラックを基調とし、斜めにデザインされた線は、宮崎を象徴する太陽から大地へ降り注ぐ光の筋をイメージ。宮崎の希望やエネルギーが選手たちを包み込み、フィールドで力強く輝きを放つことを意味する。

### 3rd・限定ユニフォーム
2025年
クラブ初の3rdユニフォームが登場。コンセプトは「MIYAZAKI」のMをモチーフにし、地元・宮崎へのリスペクトと強い絆で繋がっていることを表現。クラブと地域が共に戦っていく姿勢を示す。7月21日の北九州戦より着用開始予定となっている。

### ユニフォームスポンサー
| 掲出箇所     | スポンサー名   | 表記                       | 掲出年      | 備考                                                 |
| 胸           | いちご         | いちご                     | 2025年 -    | 2021年はパンツ前面 2022年 - 2024年は左鎖骨           |
| 鎖骨左       | 宮崎日日新聞社 | 宮崎日日新聞 THE MIYANICHI | 2025年 -    | 左側に表記 2021年 - 2024年は右側に表記               |
| 鎖骨右       | 伊藤園         | ITOEN                      | 2025年5月 - |                                                      |
| 背中上部     | ZOZO           | ZOZO                       | 2023年 -    | クラブビジョン推進パートナー                         |
| 袖           | 大淀開発       | 大淀開発                   | 2021年 -    |                                                      |
| 裾(背中下部) | 宮交シティ     | 宮交CITY                   | 2022年 -    | 2019年 - 2021年は鎖骨左側 2019年は「宮交シティ」表記 |
| パンツ       | 宮崎重量機工   | 有限会社 宮崎重量機工      | 2021年 -    | 2019年 - 2020年は袖 2021年 - 2024年は背中下部        |

### ユニフォームサプライヤーの遍歴
- - 2011年：プーマ[注釈 3]
- 2012年 - 2020年：ペナルティ
- 2021年[52] - 現在：ヨネックス

### 歴代ユニフォーム
| FP 1st      | FP 1st | FP 1st | FP 1st | FP 1st |
| ----------- | ------ | ------ | ------ | ------ |
| 2018 - 2020 | 2021   | 2022   | 2023   | 2024   |
| 2025 -      |        |        |        |        |
|             |        |        |        |        |

| FP 2nd      | FP 2nd | FP 2nd | FP 2nd | FP 2nd |
| ----------- | ------ | ------ | ------ | ------ |
| 2018 - 2020 | 2021   | 2022   | 2023   | 2024   |
| 2025 -      |        |        |        |        |
|             |        |        |        |        |

| 2025 3rd |
|          |

### 歴代ユニフォームスポンサー表記
| 年度 | 箇所                                 | 箇所         | 箇所                       | 箇所                        | 箇所                     | 箇所                  | 箇所                        | 箇所       | サプライヤー |
| 年度 | 胸                                   | 鎖骨左       | 鎖骨右                     | 背中上部                    | 背中下部                 | 袖                    | パンツ前面                  | パンツ背面 | サプライヤー |
| 2012 | magniflex                            | 解禁前       | 解禁前                     | -                           | 解禁前                   | -                     | -                           | 解禁前     | PENALTY      |
| 2013 | -                                    | 解禁前       | 解禁前                     | -                           | 解禁前                   | -                     | -                           | 解禁前     | PENALTY      |
| 2014 | - / 麺処 村尾 奄美大島               | 解禁前       | 解禁前                     | -                           | 解禁前                   | -                     | コインランドリー どるふぃん | 解禁前     | PENALTY      |
| 2015 | BIOMIST for wellbeing JAPAN CO.,LTD. | 解禁前       | 解禁前                     | コインランドリー どるふぃん | 解禁前                   | 匠家 TAKUMIYA         | ジャステック株式会社        | 解禁前     | PENALTY      |
| 2016 | - / セントラルシネマ宮崎             | 解禁前       | 解禁前                     | コインランドリー どるふぃん | -                        | 明光社                | 匠家 TAKUMIYA               | 解禁前     | PENALTY      |
| 2017 | -                                    | 解禁前       | 解禁前                     | エモテント宮崎              | -                        | 明光社                | コインランドリー どるふぃん | 解禁前     | PENALTY      |
| 2018 | -                                    | -            | -                          | 明光社                      | - / YK 矢野興業          | 日本の ひなた 宮崎県  | コインランドリー どるふぃん | 解禁前     | PENALTY      |
| 2019 | -                                    | 宮交シティ   | -                          | 明光社                      | -                        | 有限会社 宮崎重量機工 | コインランドリー どるふぃん | 解禁前     | PENALTY      |
| 2020 | -                                    | 宮交CITY     | -                          | 明光社                      | 南宮崎ヤマモト腎泌尿器科 | 有限会社 宮崎重量機工 | コインランドリー どるふぃん | -          | PENALTY      |
| 2021 | 南宮崎ヤマモト 腎泌尿器科            | 宮交CITY     | 宮崎日日新聞 THE MIYANICHI | 明光社                      | 有限会社 宮崎重量機工    | 大淀開発              | いちご                      | -          | YONEX        |
| 2022 | 江夏商事HD                           | いちご       | 宮崎日日新聞 THE MIYANICHI | 明光社                      | 有限会社 宮崎重量機工    | 大淀開発              | 宮交CITY                    | -          | YONEX        |
| 2023 | トリから、HAPPYを。 enatsu           | いちご       | 宮崎日日新聞 THE MIYANICHI | ZOZO                        | 有限会社 宮崎重量機工    | 大淀開発              | 宮交CITY                    | -          | YONEX        |
| 2024 | トリから、HAPPYを。 enatsu           | いちご       | 宮崎日日新聞 THE MIYANICHI | ZOZO                        | 有限会社 宮崎重量機工    | 大淀開発              | 宮交CITY                    | -          | YONEX        |
| 2025 | いちご                               | 宮崎日日新聞 | 伊藤園                     | ZOZO                        | 宮交CITY                 | 大淀開発              | 有限会社 宮崎重量機工       | -          | YONEX        |

- 2017年 - 2020年の胸部分には、テゲバジャーロのチームロゴ（TEGEVA）を入れていた。

## メディア

### 新聞
- 宮崎日日新聞
  - (毎月第2木曜) 「月間テゲバ通信」
  - J3テゲバジャーロ宮崎特集

### 雑誌
- タウンみやざき 不定期掲載

### テレビ
- UMK
  - 「KICK OFF! MIYAZAKI」
(生放送:毎週水曜16:35)
(再放送:毎週土曜11:45)
- NHK宮崎「てげビビ！」内コーナー「てげスポ」
  - 「テゲバずかん」

### ラジオ
- 宮崎サンシャインエフエム
  - (木曜)20:00「テゲバRADIO～Jでの挑戦～」

## エピソード

### 入場曲
JFL時代まではNOBUの「いま、太陽に向かって咲く花」をメインの入場曲としていた。
J参入後はJリーグアンセムをメイン入場曲として使用しているが、開幕戦やホーム最終戦の入場曲またはセレモニーや点灯式等のイベント等、節目の時に使用している。なお、2023シーズンより再びメインの入場曲として使用している。
またNOBU本人がホームゲームに訪れ試合前にライブを行った事もある。

## クラブスローガン
『Respect』
- コンセプト

目の前に起こるすべてのことに対し、真摯に向かい合い、取り組むことをチームの文化、スタイルとして確立させ、Jリーグで戦える強さだけではなく、実際にどのような価値を世に届けることが大切であるのかを一人一人が自分事として捉えていく。
その結果、宮崎の方たちに愛されるチーム、世に良い影響を与えることのできるチームとして相応しい存在となることを目指す。